# Castelletto Monferrato
Castelletto Monferrato est une commune italienne de la province d'Alexandrie dans le Piémont en Italie.

## Administration
| Période                                  | Période | Identité | Étiquette | Qualité |
| ---------------------------------------- | ------- | -------- | --------- | ------- |
|                                          |         |          |           |         |
| Les données manquantes sont à compléter. |         |          |           |         |

### Hameaux
Giardinetto, Gerlotti

### Communes limitrophes
Alessandria, Quargnento, San Salvatore Monferrato